# Парк Добельнс
Парк Добельнс — парк в центре города Умео, Швеция. Данный парк был первым, разбитым в Умео, — это произошло в 1865 году. Он назван в честь генерала Георга Карл фон Добельна, памятник которому был воздвигнут в парке в 1867 году. Парк не следует путать с так называемым «Döbelns plan», небольшим общественным сквером, расположенным в другом месте западнее.
Подготовка к созданию парка началась в 1865 году, его было решено устроить в английском стиле на южной стороне реки Умеэльвен. Земля для обустройства парка была выделена недавно назначенным губернатором Вестерботтена Эриком Виктором Альмквистом, целью было объявлено создать единое пространство для отдыха жителей города. Были устроены гравийные дорожки, беседки, смотровые площадки и цветники. Парк расположен между резиденцией правительства округа, улицами Остара Кюркагатанам, Старгатанам и Остра Страндгатанам.
Парк был первоначально создан в качестве городского сада, но после установки в нём памятника в 1867 году получил название парка Добельнса. В 1888 году крупный пожар уничтожил большую часть парка, множество кустов и деревьев были сильно повреждены. Памятник остался без повреждений. В 1897 году были начаты широкомасштабные работы по восстановлению парка.